# 高山市民時報
高山市民時報（たかやましみんじほう）は株式会社高山市民時報社が発行する地方新聞である。夕刊紙である。通称は「市民時報」など。

## 概要
岐阜県高山市を中心とした飛騨地域に密着した新聞であり、記事も高山市を中心とした地域の生活、文化、行政、経済、事件などを総合的に取り扱っている。また、高山市出身の著名人の活躍を伝えることもある。各号につき1枚4頁であることが多い。
1948年（昭和23年）3月1日創刊。発行日は週3回（月・水・金曜日）。発行部数は16,000部（公称）で、高山市で最も読まれている新聞である。旧高山市の世帯数が約25,000（全体では約35,000）世帯と考えると、旧高山市での普及率は70%を超える。
基本的にはポスティングによる宅配であり、中高生などによるアルバイトが担当することが多い。旧高山市が配送エリアであるが、飛騨市の一部の地域にも宅配される。なお、宅配エリア外については郵送による発行が可能である。

## 本社
- 岐阜県高山市桐生町3-122-1

## その他
- 高山市を中心とした地域の政治、経済、社会、文化、スポーツ記事の他、落とし物、迷い犬、猫のといった身近な記事もある。
- 一説によれば、おくやみ欄を最初に掲載した新聞という。(昭和34年6月25日発行号の「死んだ人」欄として始まり、3号後の7月5日発行号より「おくやみ」欄となった[高山市民時報縮刷版]より)
- 高山市民時報社はクロノスと呼ぶ広告媒体を保有しており、市民時報にときどき折り込まれる。市民時報に折り込まれる広告としてはこのクロノス1枚だけであり、大衆紙のチラシとは大きく異なる。